# Walter Virú
Walter Virú Rodríguez es un médico peruano, especializado en medicina deportiva. Peruano de nacimiento, estudio la carrera de medicina en España, asentándose desde entonces en Valencia.
Fue detenido el 24 de noviembre de 2009, en el marco de la Operación Grial, como presunto cabecilla de una red de dopaje.

## Médico del Kelme

### Colega de los hermanos Fuentes
Virú entró en el ciclismo de la mano de Vicente Belda, exciclista que ocupaba el cargo de director deportivo del Kelme. Tras iniciarse como médico deportivo con el equipo amateur, pasó posteriormente al equipo profesional, donde coincidió con los doctores Eufemiano Fuentes (jefe médico) y Yolanda Fuentes (hermana del primero).

### Intoxicación en Fátima
En el año 2000, cuando se encontraba en un hotel de Fátima junto al resto del equipo durante la disputa de la Vuelta a Portugal, se sintió seriamente indispuesto, hallándose deshidratado y desorientado. Tras ser atendido en primera instancia por médicos de otros equipos participantes en la carrera, fue posteriormente trasladado al hospital. El suceso se debió a una intoxicación alimentaria, ante la que Viru se había automedicado utilizando loperamida (un opioide con el nombre comercial Fortasec).
A partir de ese instante dejó de viajar con el equipo a las carreras, decidiendo permanecer en Valencia y realizar desde allí sus tratamientos.

### Adversidades en 2003
En el Tour de Francia 2003 el ciclista Jesús Manzano sufrió un desfallecimiento cuando se encontraba fugado. En un control antidopaje realizado en esa misma carrera dio positivo por EPO el corredor Javier Pascual Llorente.
En la Vuelta a Portugal disputada ese año todos los ciclistas del equipo abandonaron la carrera, después de que les sentaran mal algunas sustancias; al día siguiente Virú, quien no estaba en el país luso siguiendo una práctica iniciada en 2000, se marchó a los Países Bajos.

### Denuncia de Manzano y sospechas
En 2004 Jesús Manzano reveló al Diario AS las prácticas de dopaje que había utilizado durante su paso por el Kelme, señalando como responsables a los doctores del equipo. En el caso de Viru, Manzano explicó que el doctor guardaba bolsas de sangre de los ciclistas del equipo en su consulta de Valencia para realizar transfusiones sanguíneas.

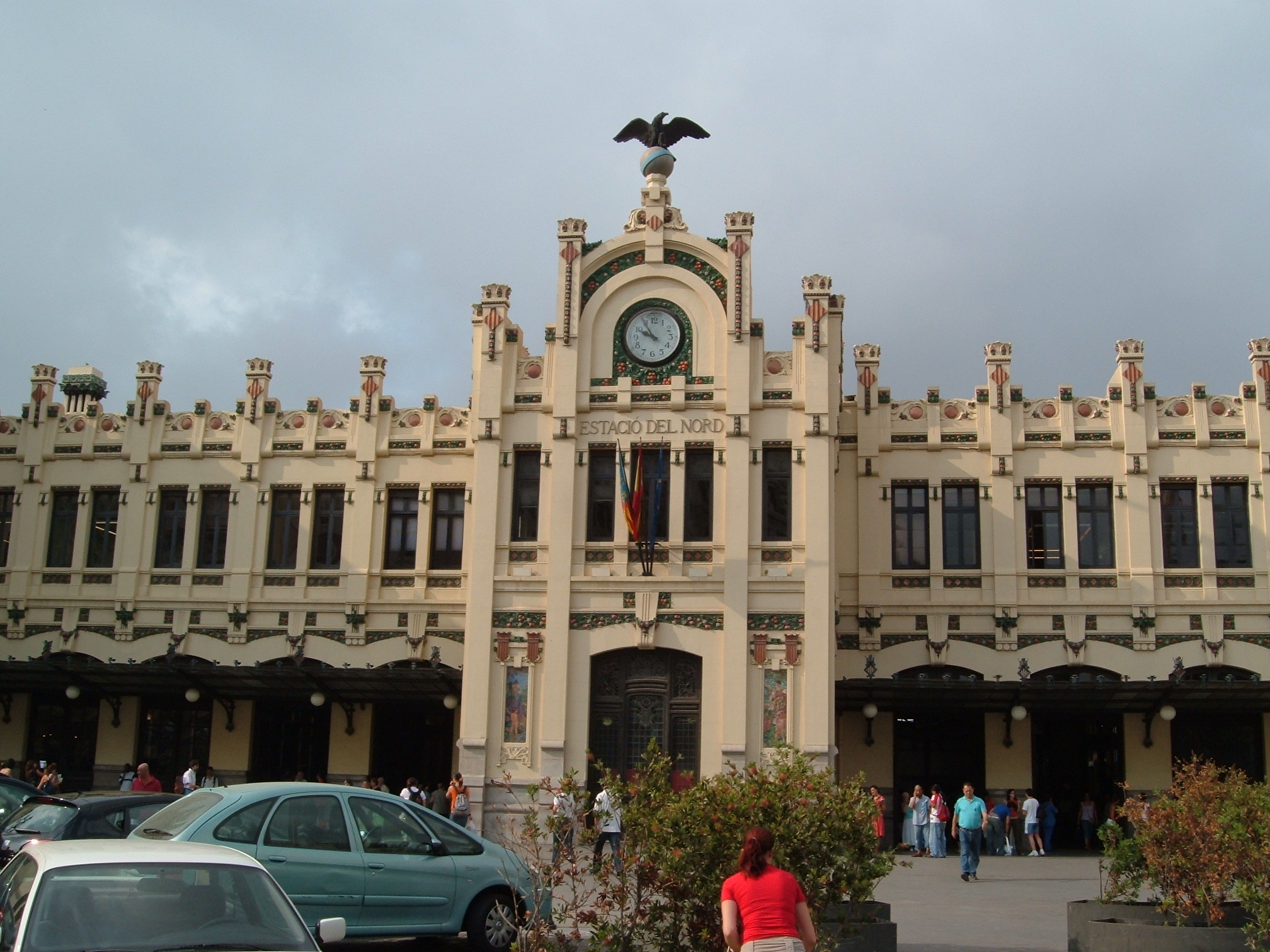
Estación del Norte de Valencia.

Según el relato de Manzano, dichas bolsas estaban sin identificar (es decir, no figuraba a quién pertenecía cada bolsa de sangre), por lo que le fue transfundida por dos colaboradores de Virú (el matrimonio formado por Javier y Marina) una bolsa de sangre de otra persona, sintiéndose seriamente indispuesto como consecuencia de una reacción de hipersensibilidad tipo II (por transfundirse sangre de un donante con un grupo sanguíneo incompatible con el suyo). Manzano detalló que le administraron metilprednisolona (Urbason) para rebajar el rechazo y que desestimaron las peticiones del corredor para que fuera atendido en un hospital. Una vez aparentemente recuperado, el ciclista se trasladó a la estación de tren de Valencia para volver a Madrid. Cuando se hallaba ya en el vagón, el fuerte malestar y el miedo ante la posibilidad de morirse durante el viaje hicieron que su novia empezara a hacer llamadas. La información llegó a través de su madre al director deportivo del Kelme, quien a su vez avisó al doctor Virú. Éste se personó en la estación y trasladado al corredor de nuevo a su consulta, parándose en una farmacia durante el trayecto para comprar más Urbason.
Ese año resultó ganador de un premio de 200.000 euros en la lotería. Ese hecho despertó las sospechas de la policía, que ya seguía a Viru, sobre un posible delito de blanqueo de dinero.

## Rozado por la Operación Puerto
En 2006 se produjo la Operación Puerto, una investigación antidopaje llevada a cabo por la Guardia Civil que descubrió una amplia red de dopaje que estaría liderada por Eufemiano Fuentes, colega de Virú años atrás y detenido en esta operación.
Según el diario El País, una súbita merma de efectivos obligó al instituto armado a centrar su operación en Madrid y reducir su investigación en Valencia, donde había vigilado a Viru y se habían encontrado indicios de una trama que tendría como clientes a deportistas de diversas disciplinas.

## Operación Grial
El 24 de noviembre de 2009, en el marco de la Operación Grial, Virú fue detenido por la Guardia Civil como presunto cabecilla de una red de dopaje. La operación, en la que fueron detenidas 10 personas más (incluyendo su mujer y sus dos hijos, uno farmacéutico y el otro estudiante de Farmacia) y se practicaron un total de 15 registros, se realizó simultáneamente en Valencia, Barcelona, Murcia y Granada.
En el registro practicado en la consulta de Viru se incautaron varios ordenadores y diversas pruebas médicas.